# Centericq
Centericq é um cliente de ICQ em modo texto que emula uma interface gráfica que suporta também os protocolos Yahoo!, AIM, MSN, IRC, XMPP, LiveJournal e Gadu-Gadu.
Ele é capaz de enviar, receber mensagens, URLs, SMSes (ambos através do servidor ICQ e de email suportado pela Mirabilis), contatos, e mensagens de email expressas, e possui muitas outras funcionalidades. Sabe-se funcionar em sistemas operacionais GNU/Linux, FreeBSD, NetBSD, OpenBSD, Solaris, Windows e Mac OS X/Darwin.

## Recepção nas revistas especializadas
Seu apogeu foi na primeira metade da década de 2000, com reviews aparecendo na Softpedia e nas revistas eletrônicas tchecas  ABC Linux e Linux.cz. Ele foi recomendado em 2004 em um artigo da OSNews para aplicativos de console e em um artigo similar na revista russa Computerra. Dois artigos tutoriais apareceram na revista alemã LinuxUser em 2001 e 2004; o artigo apareceu posteriormente na versão inglesa da Linux Magazine. Ele foi incluído em 2002 em uma lista de clientes de ICQ na revista russa XAKEP, e em uma lista de review de clientes de IRC de 2005 na Free Software Magazine. A FSM notou que o CenterICQ, por sua interface com emulação de janela feito sobre a biblioteca curses, que provê um monte de informações, mas pode ficar confusa em janelas de terminais pequenos, incluindo o padrão de terminal 80 por 25. A revista considerou o suporte a IRC como "excelente" assim como seu suporte a multiplos servidores e canais e a facilidade de mudança entre eles na interface com "janelas". Em Setembro de 2002, Steven J. Vaughan-Nichols considerou o CenterICQ como "o melhor de todos os clientes de linha de comandos" tanto por sua "excelente interface e uma enorme quantidades de capacidades quanto de opções de configuração" em uma review na Freshmeat. Em 2005 ele foi avaliado na The Unofficial Apple Weblog; apesar do suport para contas .mac, o avaliador notou "combinação irritante de teclas" requeridas para acessar os menus, porque no Mac OS X as usuais teclas de atalho do CenterICQ não podem ser usadas. Embora ele não tenha conseguido acessar a rede MSN, ele concluiu: "Ao considerar tudo, concluí que o Centericq é o mais estável e intuitivo dos clientes de chat baseados em linha de comando." 

## Fork
Em Agosto de 2007, o site que hospedava o projeto do CenterICQ "morreu" e o site sairia do ar  em Novembro de 2007. O site se refere ao fork do projeto. Os desenvolvedores do fork CenterIM aplicaram vários patches de segurança e updates. Desde 2009, CenterIM tem permanecido em desenvolvimento, com a versão 4.22.9 lançada em Dezembro 14. Nem o CenterICQ nem o CenterIM 4 suportam Unicode, mas o suporte a UTF-8 está planejado para o CenterIM 5.